# Marbrianus de Orto
Marbrianus de Orto o Marbrian Dujardin, Marbriano, Marbrianus, (Tournai, 1460 - Nivelles, 1529 fue un  compositor franco-flamenco, estrecho colaborador y tal vez amigo de Josquin de los Prez. Fue uno de los primeros compositores en escribir una misa ordinaria completa.

## Elementos Biográficos
Hijo ilegítimo de un sacerdote, Orto Marbrianus nació probablemente en Tournai donde pasó la mayor parte de su vida. Mientras que su apellido original era Dujardin, él prefirió su traducción italiana : «de Orto» que utilizó a lo largo de su vida. En junio de 1482, en compañía del cardenal Ferry de Clugny, fue a Roma, llegando a ser cantor en la capilla papal. Probablemente es en esta época cuando llega a ser un compositor consagrado. Compone efectivamente en esta época - en respuesta a una obra similar de Josquin des Prez - su Missa ad fugam que será adaptada luego para la Capilla Sixtina entre 1487 y 1490.
Mientras que servía en la Capilla Sixtina, bajo los pontificados de Sixto IV, Inocencio VIII y de Alejandro VI, comenzó a recoger los primeros reconocimientos. Con Inocencio, progresó en la jerarquía a pesar de su nacimiento ilegítimo (cde lo cual fue absuelto por el Papa Inocencio III). En esa época, trabajaba en estrecha colaboración con Josquin que ocupó puestos similares en Cambrai, su patria común. Una de sus colaboraciones fue una adaptación de una obra de Guillaume Dufay, compuesta hacia 1430 que se había vuelto obsoleta.
Hacia 1490, Orto obtuvo la plaza de Decano de la Collegiata Santa Gertrude de Nivelles. Quedará estrechamente ligado a esta institución hasta el final de sus días. No se sabe exactamente el momento cuando llegó a Nivelles pero se sabe que en 1504, se unió al coro de Felipe de Castilla, la Gran Capilla, un notable cuerpo musical que incluirá a Pierre de La Rue, en 1506.
Desde el principio, Orto se unió a este coro y ascendió rápidamente los grados hasta llegar a ser el primer capellán, el 30 de noviembre de 1505 de 1505, lo que atestigua el respeto que alcanzó el cantor y compositor. Al óbito de Felipe de Castilla, en septiembre 30 de noviembre de 1505, el coro estuvo colocado bajo el auspicio de Juana I de Castilla, Juana la loca y Orto fue los que la abandonaron poco después, dejando su función de primer capellán a Pierre de Rue. Durante los tres años siguientes, Juana la Loca viajaba en compañía de sus coristas que cantaban cada noche un cántico a la memoria de su esposo difunto que los acompañaba en su ataúd para este inverosímil hasta que Fernando II de Aragón, su padre, la hizo encerrar en la fortaleza de Tordesillas.
De regreso a los Países Bajos, Orto quedó al servicio de los Habsburgo por lo menos desde 1509 a 1517, en esta época, compartió la carga de primer capellán con Antoine de Berghes. Se dice igualmente que fue maestro de Arnold von Bruck, entonces niño de coro.
En los últimos años de su vida, obtuvo diferentes cargos adicionales honorarios, canónigo de la Catedral Notre-Dame d'Anvers, de la Catedral Santa-Michel-y-Gudule de Bruselas. Un documento de 1518 lo menciona como primer maestro de capilla de la Capilla flamenca de Carlos Quinto en Madrid. Permaneció de 1512 a 1522.
Tal vez Orto muriera por la peste que asoló Nivelles en 1529. Fue enterrado en la iglesia Santa-Gertrude de Nivelles donde trabajó por más tiempo. Su tumba se encuentra en el coro y su epitafio era todavía legible hasta la destrucción de la iglesia durante un bombardeo alemán durante la Segunda Guerra Mundial.

## Música e influencias
Marbrianus de Orto fue un compositor de misas, motetes, lamentos y canciones que, aunque moderadamente prolífico, nos ha dejado una parte importante de su obra. Ottaviano Petrucci publicó una selección de sus misas en 1505, fue seguido por Josquin des Prez, Jacob Obrecht, Antoine Brumel, Johannes Ghiselin, Pierre de La Rue, y Alexandre Agrícola. En esta colección, Petrucci publicó cinco de las misas de Orto cuya misa «L'Homme armé», basado en el célebre aire, compuesta probablemente hacia 1485.
Entre sus misas, figura la desconcertante missa ad fugam una de las dos únicas misas ordinarias completas compuestas en esa época (la otra es de Johannes Ockeghem - Missa prolationum).
Sus motetes hacen uso igualmente de la técnica del cantus firmus. La Salve regis mater sanctissima considerado anónimo fue probablemente compuesto por Orto para el acceso al poder del Papa Alejandro VI en 1492.
Ciertas de sus canciones son típicas del estilo francés del comienzo del XVI : rápido, ligero, e imitativo. Otros están más en la línea de la escuela borgoñona y de sus formas fijas. De Orto escribió igualmente una de las primeras versiones de Dido, reina de Cartago.

## Su obra

### Misas
1. Missa dominicalis
2. Missa Yo ay pris amores
3. Missa La belle se sied
4. Missa L'homme armé
5. Missa Petita camusetta (Mi-mi)
6. Missa sine nomine

### Fragmentos de misas
1. Kyrie in honorem beatissime virginis
2. Credo Le serviteur
3. Credo (cinco voces)

### Motetes
1. Ave Maria gratia plena
2. Ave Maria mater gracie
3. Da pacem Domine
4. Descendi in ortum meum
5. Domina no secundum
6. Salve regis mater/Hic es sacerdos (probablemente compuesto por Orto)

### Obras litúrgicas
1. Lamentatio Jeremia
2. Lucis creator optime
3. Ut queant laxis (Alrededor de 2, Nuncius celso, compuesto por Guillaume Dufay)

### Canciones
1. De ung aultre amargo
2. Y hay tres señora ha París (Las tres hijas de Paris)
3. Fors seulement
4. Je ne suis poinct
5. Mon mary me ha diffamée
6. Se je perdu mon amy
7. Venus tu m'a pris

### Otras
1. Dulces exuviae (Sobre un texto de Virgilio, Eneida IV 651-654)